# Habralictus canaliculatus
Habralictus canaliculatus är en biart som beskrevs av Jesus Santiago Moure 1941. Habralictus canaliculatus ingår i släktet Habralictus och familjen vägbin. Inga underarter finns listade i Catalogue of Life.